# Coursetia axillaris
Coursetia axillaris är en ärtväxtart som beskrevs av John Merle Coulter och Joseph Nelson Rose. Coursetia axillaris ingår i släktet Coursetia, och familjen ärtväxter. Inga underarter finns listade i Catalogue of Life.